# Gourmandises
Gourmandises is het eerste album van de zangeres Alizée Jacotey. Het verscheen op 29 april 2000 in samenwerking met Mylène Farmer en Laurent Boutonnat. Gourmandises is ook de titel van een van de liedjes op het album en het Franse woord voor lekkernijen.

## Tracklist
1. Moi... Lolita – 4:16
2. Lui ou Toi – 4:15
3. L'Alizé – 4:15
4. J.B.G. – 3:55
5. Mon Maquis – 5:40
6. Parler Tout Bas – 4:35
7. Veni, Vedi, Vici – 4:20
8. Abracadabra – 4:00
9. Gourmandises – 4:10
10. À quoi rêve une jeune fille – 4:05